# Srijemski upravni okrug
Srijemski upravni okrug (srpski: Сремски управни округ, Sremski upravni okrug; mađarski: Szerémségi Körzet; slovački: Sriemski okres; rusinski: Сримски окрух; rumunjski: Districtul Srem) je okrug na sjeverozapadnu Republike Srbije. Nalazi se u zemljopisnoj regiji Srijem u AP Vojvodini.

## Općine
Srijemski upravni okrug sastoji se od sedam općina unutar kojih se nalazi 109 naselja.
Općine su:
- Šid
- Inđija
- Srijemska Mitrovica
- Irig
- Ruma
- Stara Pazova
- Pećinci

## Stanovništvo
Prema podacima iz 2002. godine, stanovništvo čine: 
- Srbi (84.51%),
- Hrvati (3.13%),
- Slovaci (2.78%),
- Jugoslaveni (1.52%),
- Mađari (1.26%),
- Romi (1.04%),
- ostali.

## Kultura
Fruškogorski manastiri predstavljaju najveće kulturno blago ovog kraja. Tu su: Manastir Grgeteg iz 1471. godine i manastir Jazak iz 1522. godine.
Manastir Krušedol je riznica slikarskih radova Vojvodine, a osnovan je 1514. godine kao zadužbina vladike Maksima Brankovića i njegove majke Angeline. Manastir Novo Hopovo je poseban po arhitekturi. Vrijeme njegovog prvog zidanja nije poznato, ali se zna da je obnovljen 1756. godine.